# Sun Tower

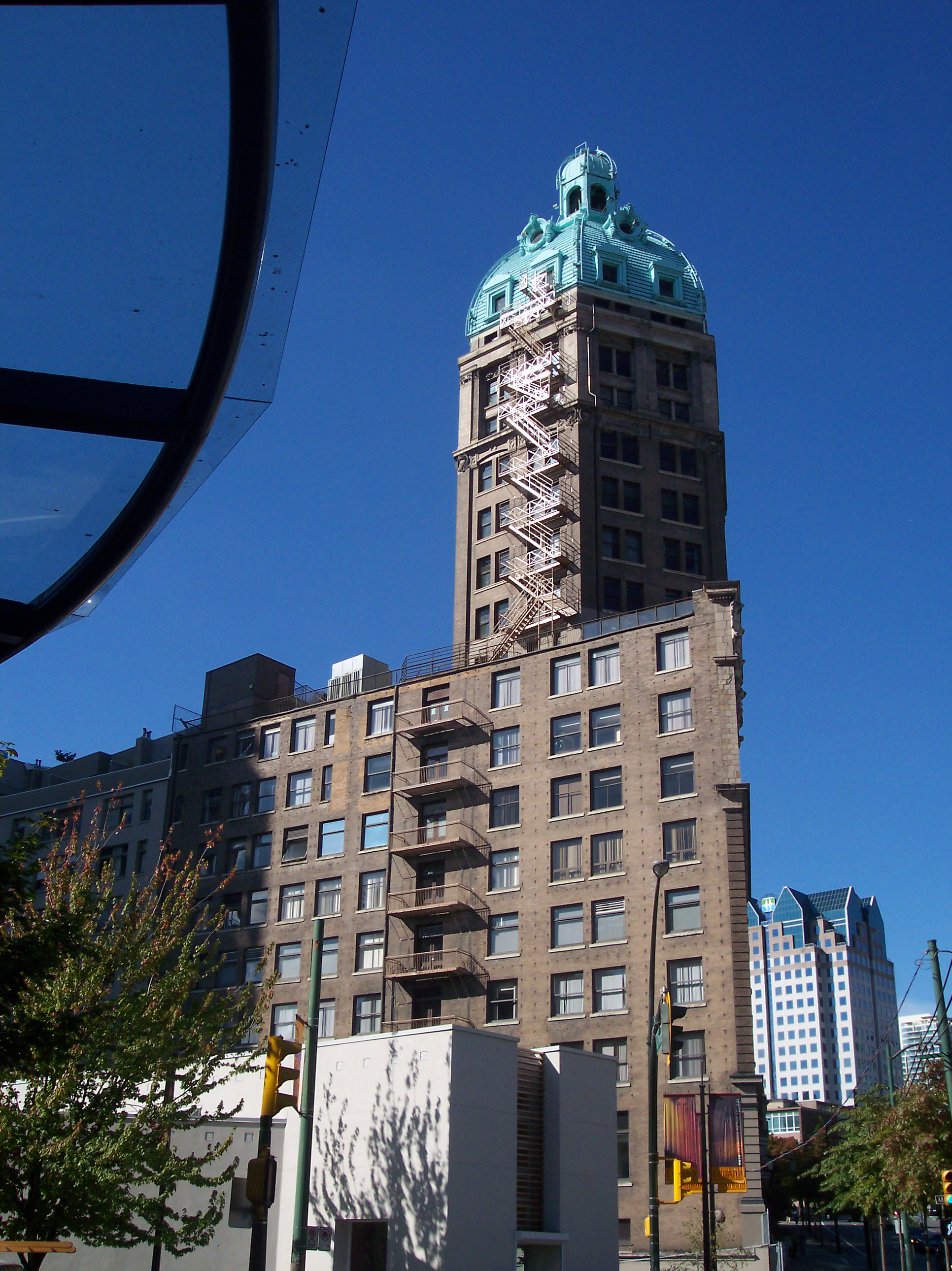
A Sun Tower

A Sun Tower é um edificio de 82 metros (17 andares) de altura em Vancouver, Colômbia Britânica, no nº 100 da West Pender Street. É conhecido pela sua grande e verde cúpula de cobre no topo da torre, actualmente pintada de verde. Nove musas nuas, "as nove virgens", podem ser vistas a suportar a cornija. A terracota usada neste edifício foi feita em Tamworth, Staffordshire, Inglaterra pela Gibbs and Canning Limited.

## Galeria

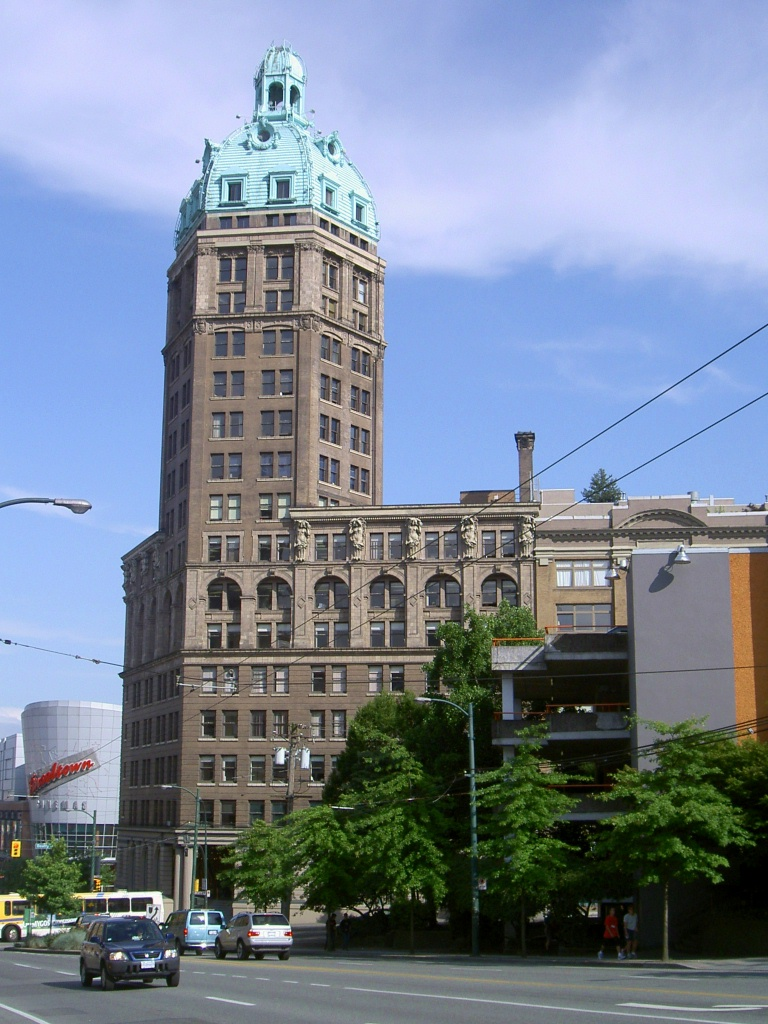

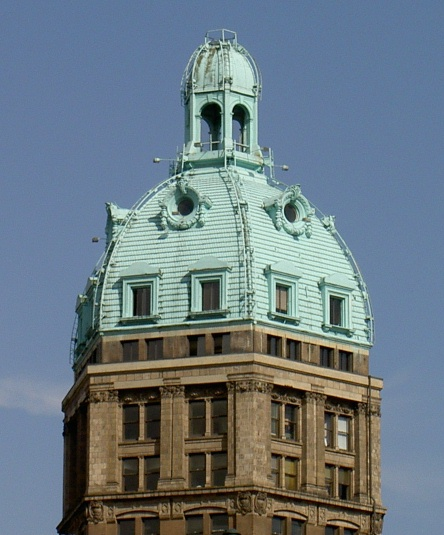
A Cúpula.
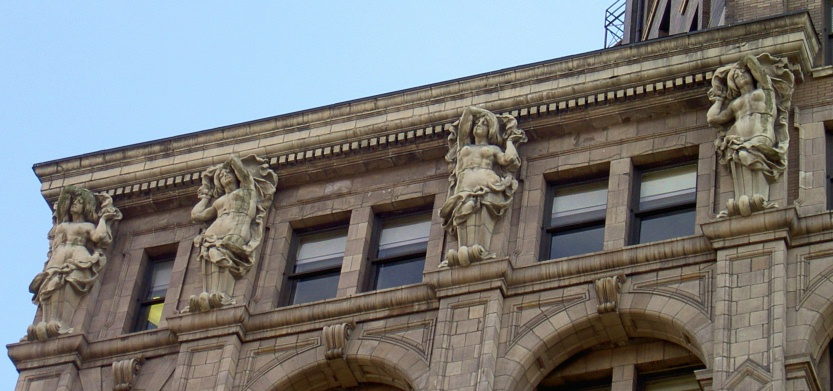
Detalhe da cornija.
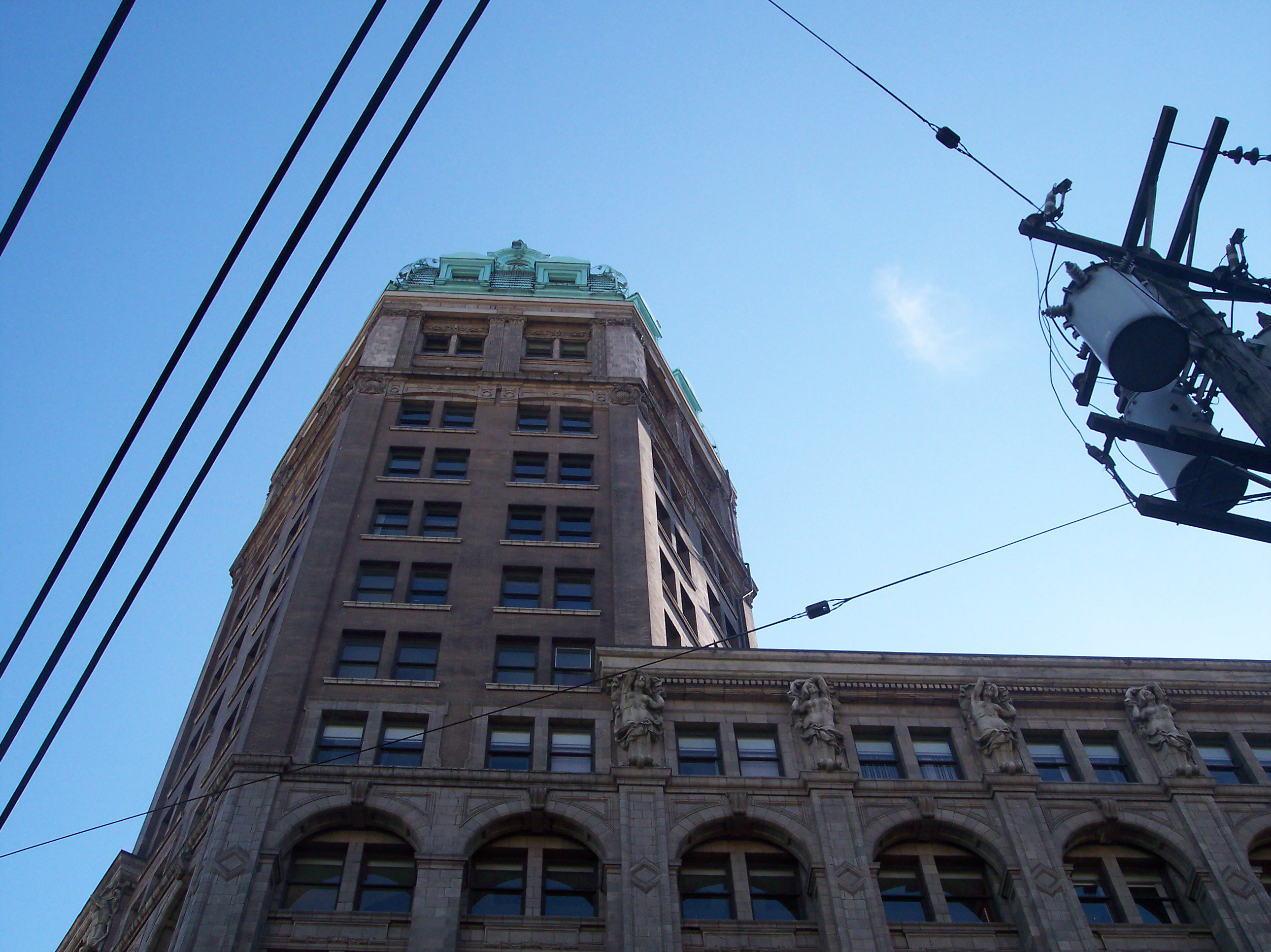